# Ráchi (ort i Grekland, Mellersta Makedonien, Nomós Pierías)
Ráchi är en ort i Grekland.   Den ligger i prefekturen Nomós Pierías och regionen Mellersta Makedonien, i den norra delen av landet, 280 km norr om huvudstaden Aten. Ráchi ligger 247 meter över havet och antalet invånare är 483.
Terrängen runt Ráchi är varierad.Runt Ráchi är det ganska tätbefolkat, med 60 invånare per kvadratkilometer. Närmaste större samhälle är Kateríni, 12,7 km öster om Ráchi. 